# Берёзовка (Бирский район)
Берёзовка (баш. Березовка) — село в Бирском районе Республики Башкортостан Российской Федерации. Входит в Березовский сельсовет.

## Географическое положение
Находится на берегу реки Белой.
Расстояние до:
- районного центра (Бирск): 35 км,
- центра сельсовета (Печенкино): 5 км,
- ближайшей ж/д станции (Уфа): 75 км.

## Население
| 2002 | 2009 | 2010 |
| ---- | ---- | ---- |
| 532  | ↗571 | ↘534 |